# Alvier (Berg)
Der Alvier ist ein 2343 m ü. M. hoher namensgebender Gipfel der Alvierkette im Kanton St. Gallen in der Schweiz, die erst beim etwas niedereren Gauschla (2310 m) endet.

## Lage
Wegen seiner Aussichtslage zählt der Alvier zu den meistbesuchten Gipfeln des Gebiets um Buchs und Sargans, da von allen Seiten relativ leicht erreichbar. Von hier hat man eine sehr gute Aussicht: nach Westen auf den Walensee, nach Norden ins Rheintal zum Bodensee und nach Südosten ins Rheintal aufwärts Richtung Prättigau – dazwischen zu den Bergen der Kantone Appenzell, St. Gallen, Glarus und Graubünden sowie die Gipfel von Liechtenstein und Vorarlberg.

## Alvierhütte

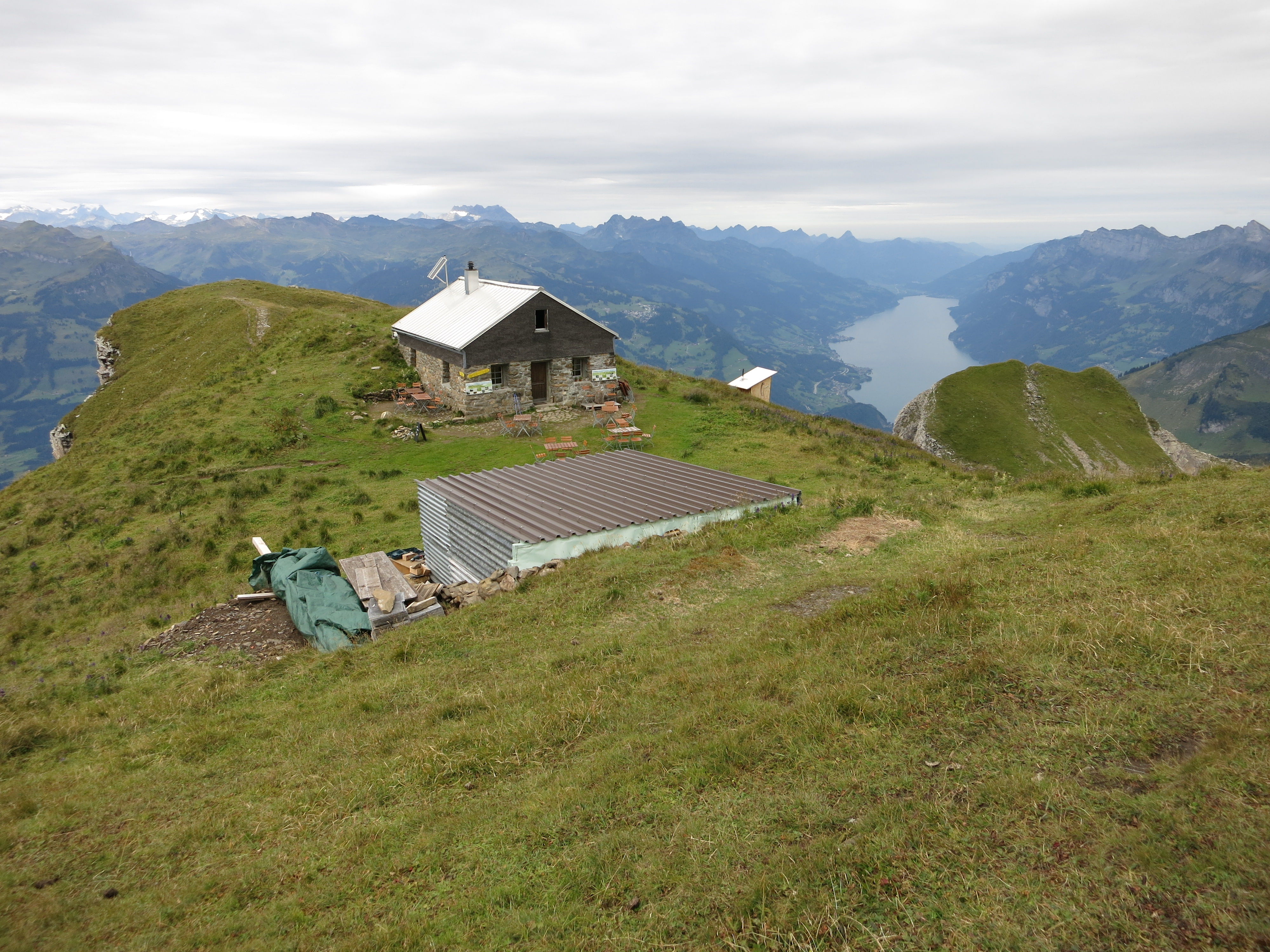
Blick vom Gipfel auf Alvierhütte und Walensee

Einige Meter unter dem Gipfel befindet sich auf 2340 m ü. M. eine kleine, bewirtete Berghütte. Sie bietet Übernachtungsmöglichkeit für 20 Personen.

## Aufstieg
- Durch die Südflanke von Palfris via Chemmi.
- Über den Nordwesthang von Buchser-Malbun via Alp Malschüel.
- Über den Nordostrücken via Barbieler Grat von Malschüel, der Schaner-Alp oder der Alp-Arin herkommend.

## Alvierweihe
In der Zeitung Oberländer Anzeiger vom 4. August 1876 erschien folgende Meldung mit dem Titel "Die Alvier-Weihe am 30. Juli 1876":
«In ihrer Frühlingsversammlung hatte die Sektion "Alvier" in Buchs beschlossen, die im Herbst 1875 erstellte Clubhütte und Wege auf dem Alvier mit einer einfachen Festlichkeit einzuweihen. Es wurden dazu eingeladen die benachbarten Sectionen St. Gallen, Toggenburg, Sentis, Chur, Glarus, Zürich vom Schweiz. Alpenclub und die Section Vorarlberg vom Deutsch-Oesterreichischen Alpenverein und man durfte wohl erwarten, daß sich auch die lebenslustige Bevölkerung des St. Galler Oberlandes an diesem bis dahin einzig dastehenden Festanlaß betheiligen werde. Und die Erwartung wurde nicht getäuscht! Nachdem am Samstag, trotz Pariser Regen-Depeschen, der Himmel sich mehr und mehr von Wolken und Nebeln gereinigt, zog sich gegen Abend eine kleine Völkerwanderung gegen den "Alvier" hinauf; während wir den äußerst bequemen Weg von Oberschan in's Palfries und von dort in stetem Zickzack mühelos gegen das berühmte "Kamin" hinaufstiegen, ertönte von überall her aus der Tiefe und von der Höhe das fröhliche Jauchzen rüstiger Alpengänger, die mit Frauen und Töchtern, mit schmucken Bräuten und Freundinnen zu den Alphütten und den Gipfeln hinaufmarschirten.
Zauberisch beleuchtete der Mond die malerischen Felswände der la Gauschla; und nachdem man den dunkeln Schlund des "Kamins" auf solider Felstreppe glücklich passirt hatte, überschaute das Auge auf einmal die blendend weißen Schneefelder auf der Ostseite des Berges, die wie duftiges Nachtgewand an den düstern Koloß sich schmiegten. Wir kamen ½10 Uhr Nachts in der Hütte an; der Sectionspräsident stellte den hochverehrten Vizepräsidenten des Centralcomites des S.A.C., den 66jährigen Hrn. Binet-Hentsch von Genf den anwesenden Clubisten vor; mit stürmischem Zuruf und wohlgesetztem Französisch wurde der alte, freundliche Herr begrüßt und erwiederte seinerseits den Gruß mit französischer Lebhaftigkeit und Artigkeit. – Um 11 Uhr erfolgte unter Kanonendonner die bengalische Beleuchtung der Hütte, die sternsprühenden Raketensignale wurden von Buchs-Sevelen beantwortet und ein großes Feuer in der Gegend von Ragaz hatte schon früher seinen flammenden Gruß zu unserm Gipfel herübergesandt. – Nachdem der von der Section St. Gallen der Section Alvier geschenkte Gebirgs-Petrol-Kochherd eine schmackhafte Mehlsuppe geliefert und diese mit Ehrenwein tüchtig hinuntergespühlt war, legte man sich auf's Heulager, aber freilich von Schlaf war wenig die Rede. Wie in der Arche Noah wimmelte hier in der Clubhütte Alles durcheinander; während für 30–50 Personen Platz ist, haben von 75 bis auf 100 gezählte Köpfe darin sich aufgehalten; mehrmals mußte sie geräumt werden, um den halb erstarrt draußen Stehenden auch ein Obdach zu gewähren.
Für die frostige Nacht entschädigte ein wundervoller Morgen; an wolkenlosem Himmel stieg hinter den Tyroler-Bergen das junge Tagesgestirn in die Höhe, feierlich begrüßt von den mächtigen Akkorden des Schweizerpsalms: "Trittst im Morgenroth daher," vorgetragen von Musik und Männerchor von Buchs. Nun entfaltete sich ein außerordentlich reges und malerisches Leben auf dem Alvier; jeder Sonnenstrahl schien neue Besucher hinaufzuziehen, nach und nach bedeckte eine Volksmenge von 500–600 Personen den Gipfel und überall traf man hübsche Gruppen im duftigen Gras fröhlich sich lagernd. Goldene und silberne Becher kreisten mit dem feurigen Ehrenwein unter den werthen Gästen; abwechselnd erfreuten die Musik, der treffliche Männerchor Buchs und der gemischte Chor Azmoos mit ihren Silberstimmen das Publikum; sogar ein "Tanzbär" hatte sich in diese fast 8000΄ betragende Höhe verirrt und machte mit dem Alpstock seine täppischen Künste.
Nachdem Luft und Boden und Leute gehörig erwärmt waren, blies die Musik Sammlung zu der Begrüßungsrede, die sich mit manchem andern goldenen Wort, mit Gesang und Musik zum feierlichen Feldgottesdienst gestaltete. Gegenüber der Hütte war von Steinplatten eine kleine Plattform errichtet und mit den schönsten Alpenblumen belegt worden. Von hier aus sprach, nachdem der allzeit bereite Männerchor Buchs einen choralartigen Gesang vorgetragen, der Präsident der Section "Alvier", Hr. Pfarrer H. Hirzel von Wartau, die Begrüßungs- und Weiherede, welche wir nach ihrem Wortlaut folgen lassen. [etc.]»

## Benachbarte Gipfel
Gauschla 2310 m, Gonzen 1829 m,  Chrummenstein 2261 m,  Gärtlichopf 2298 m, Gross Fulfirst 2383 m,

## Karten
- Landeskarte der Schweiz 1:25.000, Blatt 1135 Buchs,
- Landeskarte der Schweiz 1:50.000, Blatt 237 Walenstadt.